# جراردزتاون (ویرجینیای غربی)
جراردزتاون (به انگلیسی: Gerrardstown) یک منطقهٔ مسکونی در ایالات متحده آمریکا است که در شهرستان برکلی، ویرجینیای غربی واقع شده‌است. جراردزتاون ۳٬۵۶۵ نفر جمعیت دارد.